# Опор
Опо́р (индон. opor) — группа блюд индонезийской кухни, объединённая общим способом кулинарной обработки: варкой в кокосовом молоке с добавлением определённого набора специй. Таким образом могут готовиться самые различные продукты животного и, реже, растительного происхождения.
Наиболее популярны опоры из курятины, утятины и мяса. Особым многообразием рецептов этих блюд отличается их родина — остров Ява. Среди яванцев опор традиционно является одним из основных кушаний в ходе торжественной трапезы, приуроченной к мусульманскому празднику Ураза-байрам.

## Происхождение и распространение
Варка в кокосовом молоке является традиционным способом кулинарной обработки продуктов во многих местностях Индонезии, где эта жидкость, извлекаемая из спелых плодов кокосовой пальмы, имеется в широком доступе. Собственно опор является исконным блюдом яванской кухни и пользуется особой популярностью на Центральной и Восточной Яве.
Благодаря массовому расселению яванцев за пределы изначального ареала их проживания практика приготовления различных видов опора была перенята во многих других регионах Индонезии, получила некоторое распространение в сопредельных с ней Малайзией и Сингапуре, а также в Нидерландах, которые с колониальных времён сохраняют достаточно тесные социокультурные связи с Индонезией.

## Приготовление и разновидности
Опор представляет собой густой суп, приготовленный на основе кокосового молока с большим количеством специй и пряностей. Он может готовится из различных продуктов животного и, реже, растительного происхождения. Чаще всего подобным образом варятся курятина, утятина, мясо и субпродукты различных видов, а также куриные или утиные яйца — предварительно уже сваренные и очищенные от скорлупы. Также в опор идут рыба (особенно карп и малый восточный тунец), морепродукты, тофу, темпе, некоторые виды овощей (фасоль, вигна, картофель, морковь), а также мякоть джекфрута и плодов хлебного дерева. Обычно опор бывает однокомпонентным и имеет соответствующее название: куриный опор (индон. opor ayam), говяжий опор (индон. opor sapi). Иногда в блюде используется несколько ингредиентов: например, к курице или мясу могут добавляться яйца, тофу или овощи.

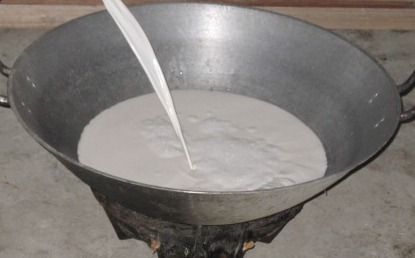
Кокосовое молоко — основа любого вида опора

Исходные продукты обычно нарезаются крупными кусками (целиком готовятся стручки фасоли, морепродукты, яйца) и варятся в большом объёме кокосового молока на медленном огне до готовности. Кокосовое молоко заблаговременно разогревается со значительным количеством специй, пряностей и приправ, некоторые из которых могут предварительно обжариваться на дне кастрюли в небольшом количестве растительного масла или вообще без масла. Чаще всего в набор приправ входят кориандр, калган, цимбопогон, лумбанг, душистый перец, чеснок, репчатый лук, лук-шалот, имбирь, соль, обычный или пальмовый сахар, а также мякоть, сок или кусочки лайма. В зависимости от рецептуры состав приправ может меняться, однако в него традиционно практически никогда не входят весьма популярные в индонезийской кулинарии шафран и перец чили, которые придают блюдам не только резкий вкус, но и яркие цветовые оттенки — соответственно, ярко-жёлтый или красно-оранжевый. В результате опор обычно имеет умеренно острый вкус, а слегка загустевающее к концу готовки кокосовое молоко лишь слегка меняет свой естественный цвет. Это отличает его от других блюд индонезийской кухни, также приготовляемых в кокосовом молоке — гулая, ренданга, саюр-лоде, которые за счет более жгучих и окрашивающих приправ часто приобретают весьма яркие цвета и резкий вкус. Иногда, в случае добавления в кокосовое молоко куркумы, жидкость в опоре приобретает жёлтый цвет.
В различных регионах Индонезии изготовляется множество видов опора, различающихся между собой по основному продукту либо набору специй и пряностей. Различной бывает также консистенция готового продукта: некоторые рецепты предусматривают весьма длительную варку, приводящую к выпариванию части кокосового молока и загустению его остатков, в результате чего готовое блюдо становится больше похоже на рагу, чем на суп; в соответствии с другими же кокосовое молоко, напротив, разбавляется водой для сохранения его жидкого состояния.
Повсеместной популярностью в Индонезии пользуется куриный вариант этого кушанья, в прибрежных районах оно часто готовится из рыбы и морепродуктов, в скотоводческих районах — из мяса. Некоторые виды опора традиционно считаются кулинарными специалитетами определённых городов или местностей и часто получают общенациональную известность под соответствующими названиями. Так, например, куриный опор по-бандунгски готовится со значительным количеством пальмового сахара, челнобородником лимонным и лумбангом, куриный опор по-палембангски — с кусочками ананаса, а для куриного опора по-бенкульски курятина тонко шинкуется.

## Подача и употребление

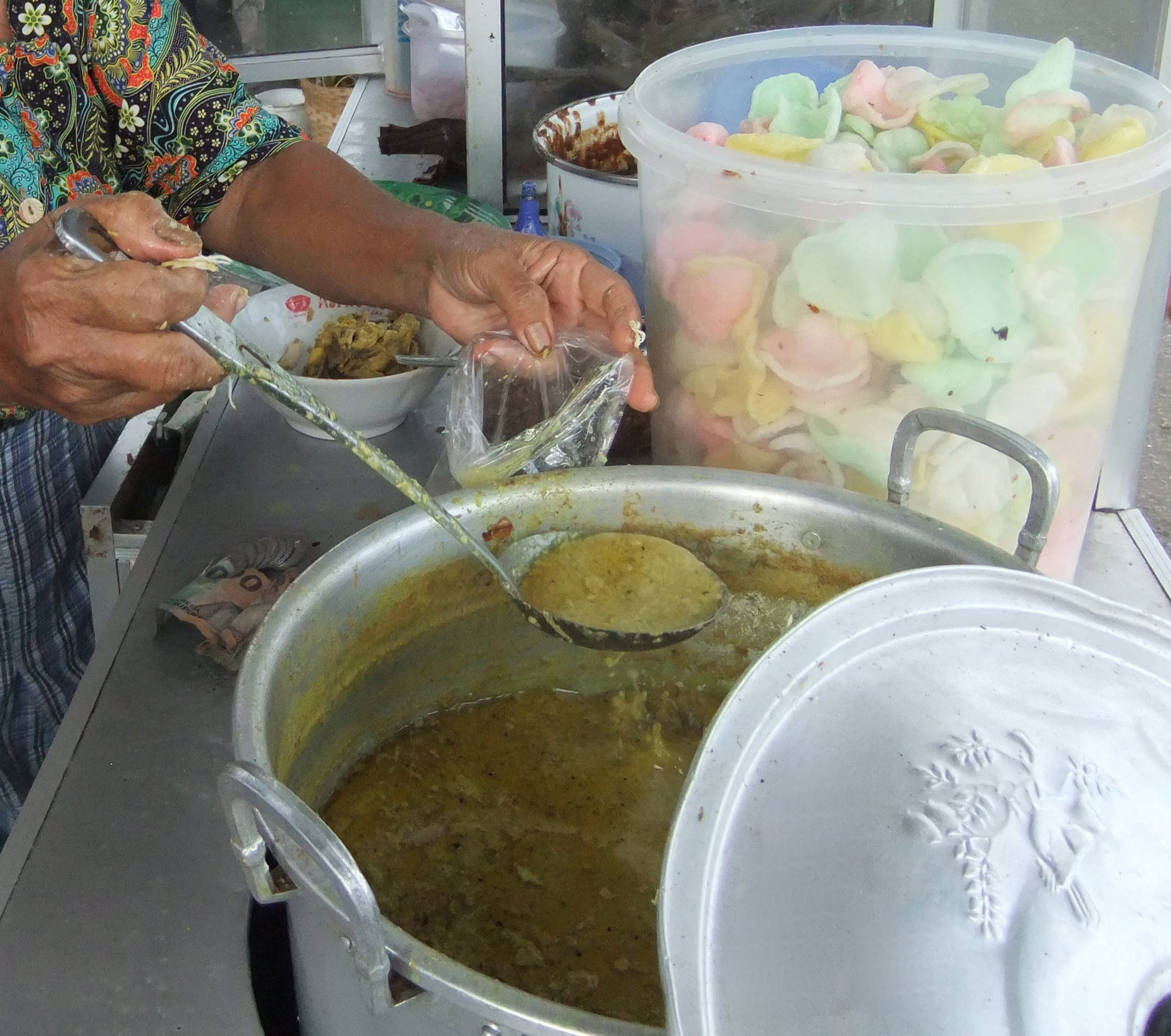
Кастрюля с лонтонг-опором на лотке рыночного торговца

Опор принято есть в горячем виде как можно скорее после приготовления. Иногда перед подачей его, как и многие другие основные блюда индонезийской кухни, посыпают крупуком или жареным луком. Опор является популярным блюдом домашней кухни, нередко подаётся в заведениях общественного питания, специализирующихся на национальной индонезийской кухне, а также продаётся с лотков на традиционных рынках. Повсеместно он является повседневным кушаньем, однако на Яве одновременно с этим традиционно служит и одним из основных угощений в ходе празднования мусульманского праздника Ураза-байрам, который здесь именуется «Идуль-Фи́три» (индон. Idul Fitri).
К праздничному столу опор обычно принято подавать с другими популярными специалитетами индонезийской кухни — кетупатами и лонтонгами, которые представляют собой плотные брикеты из клейкого риса, сваренные в облатке из бананового листа (первый имеет форму прямоугольника, второй — колбаски). Если кетупат во многих местностях Явы является прежде всего атрибутом праздника Идуль-Фитри, то с лонтонгом опор часто подают и в обычные дни. При этом лонтонг, нарезанный ломтиками, может играть ту же роль, которую в европейской кухне играет хлеб: им заедают опор или же вымакивают его жидкую часть. Кроме того, весьма часто уложенные в глубокую тарелку или миску ломтики лонтонга заливают опором — такая смесь, называемая «лонто́нг-опо́р», весьма популярна среди яванцев.